# Alastair Humphreys
Alastair Humphreys (* 27. November 1976) ist ein britischer Abenteurer, Autor und Radfahrer. National Geographic kürte ihn 2012 zum Abenteurer des Jahres.

## Werdegang
Schon als Kind bereiste Humphreys England, so bestieg er im Alter von 8 Jahren die Yorkshire Three Peaks und fuhr als 14-Jähriger mit dem Fahrrad quer durch England. Nach seiner Schulzeit ging er als Lehrer für ein Jahr nach Südafrika. Während er an den renommierten Universitäten in Edinburgh und Oxford Zoologie studierte,  unternahm er kleinere und größere Trips mit dem Fahrrad in die ganze Welt. Nach zwei erfolgreichen Abschlüssen und ausgebildet, um an Schulen Naturwissenschaften zu unterrichten, ist er mit einem Budget von ca. 7000 Pfund, welches er aus seinem Studienkredit sparte, 4 Jahre lang um die Welt geradelt.
Über seine Erlebnisse schrieb er mehrere Bücher, darunter ein Kinderbuch, die er zuerst selbst veröffentlichte, da kein Verlag auf ihn reagierte. Erst später wurden vier seiner sechs Bücher im Eye Books Verlag veröffentlicht.
Später folgten Bücher über seine Wanderung entlang des Kaveri in Indien für weniger als 500 Pfund (inklusive 300 Pfund für den Flug) und sein Konzept von Mikroabenteuern, Abenteuer die jedermann in seinem Alltag und in jeder Umgebung erleben kann.
2013 veröffentlichte Humphreys seinen ersten Dokumentarfilm Into the Empty Quarter, in welchem er mit einem Bekannten und einem selbst gebauten Handwagen durch die Rub al-Chali Wüste, arabisch für "Leeres Viertel", wandert.
Humphreys entwickelte in seinem 2014 erschienenen Buch Microadventures die Idee des von ihm so benannten Mikroabenteuers.

## Bücher
- Moods of Future Joys: Around the World by Bike – Part 1 (2007, Eye Books, ISBN 978-1-903070-56-7)
- Thunder and Sunshine: Around the World by Bike – Part 2 (2008, Eye Books, ISBN 978-1-903070-54-3)
- Ten Lessons From The Road (2009, Eye Books)
- The Boy Who Biked the World – Part 1 (2011, Eye Books)
- There Are Other Rivers (2011)
- Microadventures: Local Discoveries for Great Escapes (2014, HarperCollins)